# Hyalinobatrachium pallidum
Hyalinobatrachium pallidum es una especie de anfibio anuro de la familia de las ranas de cristal (Centrolenidae). Se distribuye por los estados de Táchira y de Cojedes (Venezuela), entre los 396 y los 1768 m de altitud. Se encuentra amenazada de extinción por la pérdida y degradación de su hábitat.